# Совка гострокрила сіра
Совка гострокрила сіра (Simyra nervosa) — вид метеликів-совок підродини Acronictinae, поширених у Європі, на Уралі, в Західному Сибіру, Алтаї. Гусінь розвивається на різноманітних трав'янистих рослинах. Звичайний вид в Україні.
Розмах крил метелика складає 2,8 — 3,5 см. Описана темна форма метелика
Гусінь — поліфаг, зокрема живиться на молочаях, батогах, нечуйвітері, щавлях тощо. За рік розвивається два покоління. Метелики активні з квітня по червень, друге покоління з'являється в липні-серпні. Їх можна зустріти на відкритих місцевостях на кшталт луків, степових ділянок, узлісся, лісових галявин, а також у садах, парках, лісосмугах. В Україні трапляється повсюди, окрім Карпат.
Філогенетичний аналіз 2016 року виявив належність виду до роду Acronicta.